# Meistriliiga (Eishockey) 1992/93
Die Saison 1992/93 war die dritte Spielzeit der Meistriliiga, der höchsten estnischen Eishockeyspielklasse. Meister wurde Kreenholm Narva.

## Modus
Zunächst spielten die acht Mannschaften in einer gemeinsamen Hauptrunde. Anschließend spielten die vier bestplatzierten Mannschaften untereinander den Meister aus, während die übrigen vier Mannschaften in einer Platzierungsrunde um Platz fünf spielten. Für einen Sieg erhielt jede Mannschaft zwei Punkte, bei einem Unentschieden gab es ein Punkt und bei einer Niederlage null Punkte.

## Finalrunde
|    | Klub                | Sp | S  | U | N  | Tore    | Punkte |
| -- | ------------------- | -- | -- | - | -- | ------- | ------ |
| 1. | Kreenholm Narva     | 24 | 19 | 0 | 5  | 172:89  | 38     |
| 2. | Tallinna JSK        | 24 | 11 | 1 | 12 | 112:115 | 23     |
| 3. | Keemik Kohtla-Järve | 24 | 8  | 3 | 13 | 97:127  | 19     |
| 4. | LNSK Narva          | 24 | 6  | 4 | 14 | 96:146  | 16     |

Sp = Spiele, S = Siege, U = Unentschieden, N = Niederlagen

## Platzierungsrunde
|    | Klub             | Sp | S  | U | N | Tore  | Punkte |
| -- | ---------------- | -- | -- | - | - | ----- | ------ |
| 5. | HK Tartu         | 12 | 10 | 1 | 1 | 52:20 | 21     |
| 6. | HK Jögeva        | 12 | 5  | 1 | 6 | 39:40 | 11     |
| 7. | Tiigrid Tallinn  | 12 | 4  | 3 | 5 | 38:31 | 11     |
| 8. | ATP Kohtla-Järve | 12 | 1  | 3 | 8 | 28:66 | 5      |

Sp = Spiele, S = Siege, U = Unentschieden, N = Niederlagen

### Entscheidungsspiel um Platz 6
- HK Jögeva – Tiigrid Tallinn 3:1

## Auszeichnungen
- Bester Torhüter: Wladimir Ziprowski (LNSK)
- Bester Verteidiger: Alexander Kiritschenko (Kreenholm)
- Bester Stürmer: Anatoli Sacharow (Kreenholm)
- Topscorer: Alexander Schljapnikow (LNSK) – 46 Punkte (27 Tore und 19 Assists)
- Torjäger: Alexander Schljapnikow (LNSK) – 27 Tore